# Большое космическое путешествие (книга)
«Большо́е косми́ческое путеше́ствие» (англ. Welcome to the Universe: An Astrophysical Tour: «Приглашаем во Вселенную: астрофизический тур») — научно-популярная книга Нила Деграсса Тайсона, Майкла А. Стросса и Джона Ричарда Готта, основанная на вводном курсе астрофизики, который авторы совместно преподавали в Принстонском университете. Книга была опубликована 20 сентября 2016 года издательством Princeton University Press.

## Содержание
Книга состоит из трёх частей, написанных по одной каждым из соавторов. В части I «Звёзды, планеты, жизнь» Нил Деграсс Тайсон рассказывает о размерах и масштабах Вселенной, орбитах планет, циклах жизни звёзд, их спектре и излучении, о транснептуновых объектах и поиске жизни во Вселенной.
Часть II «Галактики» принадлежит авторству Майкла Стросса и повествует о межзвёздной среде, Млечном Пути и других галактиках, эволюции Вселенной и её расширении, а также о квазарах и сверхмассивных чёрных дырах.
Часть III книги — «Эйнштейн и Вселенная» — написана Джоном Ричардом Готтом. В этой части Готт пишет о пути Эйнштейна к теории относительности, затрагивает следствия специальной теории относительности, рассказывает об общей теории относительности. Ещё несколько глав третьей части посвящены чёрным дырам, космическим струнам, кротовым норам и возможности путешествия во времени, границам Вселенной и Большому взрыву, автор также рассуждает о будущем человечества во Вселенной.

## Отзывы
«Большое космическое путешествие» получила высокие оценки литературных критиков. Книжный рецензент Kirkus Reviews назвал книгу занимательным введением в астрономию, доступным и исчерпывающим обзором нашей Вселенной тремя выдающимися астрофизиками. Джон Тимпейн из Philadelphia Inquirer назвал книгу «хорошо иллюстрированным туром, включающим Плутон, вопросы разумной жизни и бесконечности Вселенной». Рецензия в Publishers Weekly даёт высокую оценку работе учёных и сравнивает чтение книги с экскурсией по музею, в котором экспонаты представлены в виде законов движения Ньютона, вопросов разумной жизни и бесконечности Вселенной и способов измерения пространства между объектами в космосе. Издание отмечает, что по книге модель Большого взрыва — гораздо большее, чем «просто теория». Книга, по оценке издания, преподносит информацию в интересной форме и ведёт читателей от нашей солнечной системы к краю видимой Вселенной, параллельно рассказывая о том, что́ нужно знать о космосе.